# Alberto Lovera
Alberto Lovera (Juan Griego, Estado Nueva Esparta, 9 de agosto de 1923-Venezuela, octubre de 1965) fue un profesor y dirigente político venezolano de izquierda, secretario general del Partido Comunista de Venezuela (PCV). 

## Vida política
Trabajó como obrero en los campos petroleros y fue sindicalista militante del Partido Comunista de Venezuela. En 1947 viajó a Varsovia, como representante de la Juventud Comunista de Venezuela, JCV, al Congreso Mundial de las Juventudes Comunistas.
Participó en la Huelga petrolera en Venezuela de 1950, fue diputado al Congreso de la República de Venezuela en 1952, por el partido político Unión Republicana Democrática. Participó logísticamente con las Fuerzas Armadas de Liberación Nacional.

## Asesinato
El 17 de octubre de 1965, Lovera es detenido frente a la plaza de Las Tres Gracias en Caracas por funcionarios de la DIGEPOL y trasladado a las instalaciones de esa policía en "Los Chaguaramos", donde fue visto por otros presos, algunos de los cuales declararon posteriormente que el auto de Lovera, un "Mercedes Benz" color azul, se hallaba aparcado en el estacionamiento del organismo policial. El 27 de octubre de 1965 su cuerpo apareció sumergido en las aguas aledañas a la playa de Lecherías, en Puerto La Cruz, estado Anzoátegui. 

## Investigación

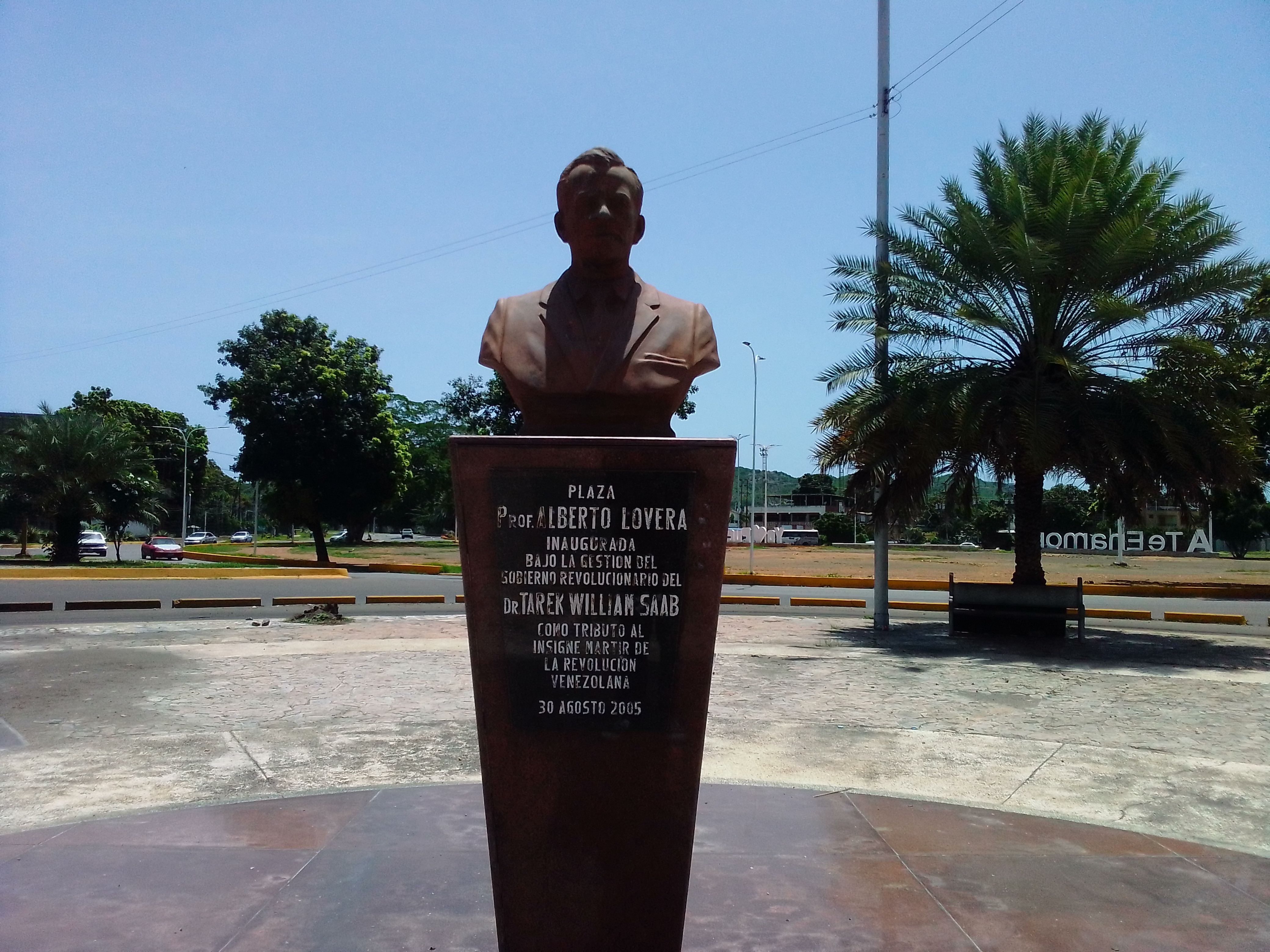
Busto de Alberto Lovera

El 24 de noviembre de 1966 el debate en la Cámara de Diputados para considerar el informe de José Vicente Rangel sobre la desaparición y muerte de Alberto Lovera. Las propuestas formuladas por Vicente Rangel fueron modificadas y aprobada por el Congreso. La modificación estuvo a cargo del diputado Carlos Andrés Pérez.
El informe y los recaudos serían pasados a los tribunales de Justicia, para que empezara la investigación y un posterior juicio. En su libro El Expediente Negro, José Vicente Rangel sostuvo que la investigación de la muerte estuvo viciada.

## Legado
El cantante Alí Primera compuso una canción en su honor titulada Alberto Lovera hermano.